# Agrilus bicolorifrons
Agrilus bicolorifrons – gatunek chrząszcza z rodziny bogatkowatych i podrodziny Agrilinae.
Gatunek ten opisany został w 2018 roku przez Eduarda Jendeka i Wasilija Griebiennikowa na łamach Zootaxa. Jako miejsce typowe wskazano okolice Gnai i góry Phou Pan w Laosie. Epitet gatunkowy oznacza po łacinie „o dwubarwnym czole” i odnosi się do dymorfizmu płciowego w ubarwieniu czoła owada.
Chrząszcz o wrzecionowatym w zarysie ciele długości 7–7,6 mm. Głowa wyposażona jest w oczy złożone o średnicy większej niż połowa szerokości ciemienia. Ciemię jest gęsto pomarszczone. Czoło samca jest złotozielone, zaś samicy złotopomarańczowe. Czułki mają piłkowanie zaczynające się od czwartego członu. Przedplecze jest podłużne do kwadratowego, najszersze pośrodku; ma łukowaty płat przedni dosięgający wysokości przednich kątów, lekko łukowate i w tyle zafalowane brzegi boczne oraz ostre kąty tylne. Na powierzchni przedplecza występują wciski przednio-środkowy, tylno-środkowy i para wcisków bocznych. Prehumerus ma formę żebrowatą. Boczne żeberka przedplecza są umiarkowanie zbieżne. Pokrywy mają owłosienie ograniczone do przedniej części i osobno wyokrąglone wierzchołki. Przedpiersie ma łukowato, szeroko i płytko wykrojoną odsiebną krawędź płata oraz płaski wyrostek międzybiodrowy o prawie równoległych bokach. Zapiersie odznacza się płaskim wyrostkiem międzybiodrowym. Odwłok ma niezmodyfikowany pierwszy z widocznych sternitów (wentryt) oraz łukowatą wierzchołkową krawędź pygidium. Genitalia samca cechują się symetrycznym edeagusem o prawie równoległych bokach.
Owad orientalny, endemiczny dla Laosu, znany tylko z prowincji Houaphan.